# Achrotelium rhodesicum
Achrotelium rhodesicum är en svampart som beskrevs av Cummins 1960. Achrotelium rhodesicum ingår i släktet Achrotelium och familjen Chaconiaceae.   Inga underarter finns listade i Catalogue of Life.